# Go-Ahead Norge
Go-Ahead Norge AS ist die norwegische Tochtergesellschaft der britischen Go-Ahead-Gruppe, die seit dem 15. Dezember 2019 nach Vereinbarung mit dem Jernbanedirektoratet Reisezüge auf den Strecken Arendalsbanen, Jærbanen und Sørlandsbanen betreibt. Das Unternehmen verwendet den Markennamen Go-Ahead Nordic, den Namen der Gruppe für die nordischen Länder.

## Geschichte
Das Unternehmen wurde am 19. Mai 2016 durch die Umbenennung der am 25. April 2016 eingetragenen Gesellschaft Shelfco Norway 1-16 AS gegründet. Ziel war die Teilnahme an den Ausschreibungen von Jernbanedirektoratet für die öffentliche Vergabe des Reisezugverkehrs in Norwegen.
Am 17. Oktober 2018 erhielt das Unternehmen den Zuschlag für das Trafikkpakke 1 Sør (Verkehrspaket 1 Süd), das den Fernverkehr auf der Sørlandsbane und den lokalen Verkehr auf der Arendalsbane und der Jærbane umfasst. Am Wettbewerb nahmen weiter Norges Statsbaner und SJ Norge teil. Am 30. Oktober 2018 wurde der Vertrag mit einer Laufzeit von zehn Jahren ab dem 15. Dezember 2019 unterzeichnet und „Sørtoget“ als neuer Name für den Personenverkehr auf der Sørlandsbane vorgestellt. Dazu wurde ein Vertrag mit NSB Trafikkservice über die Reinigung und mit Mantena über die technische Wartung geschlossen.
Das Unternehmen nahm am Wettbewerb für Trafikkpakke 2 Nord nicht teil, der von SJ Norge gewonnen wurde.

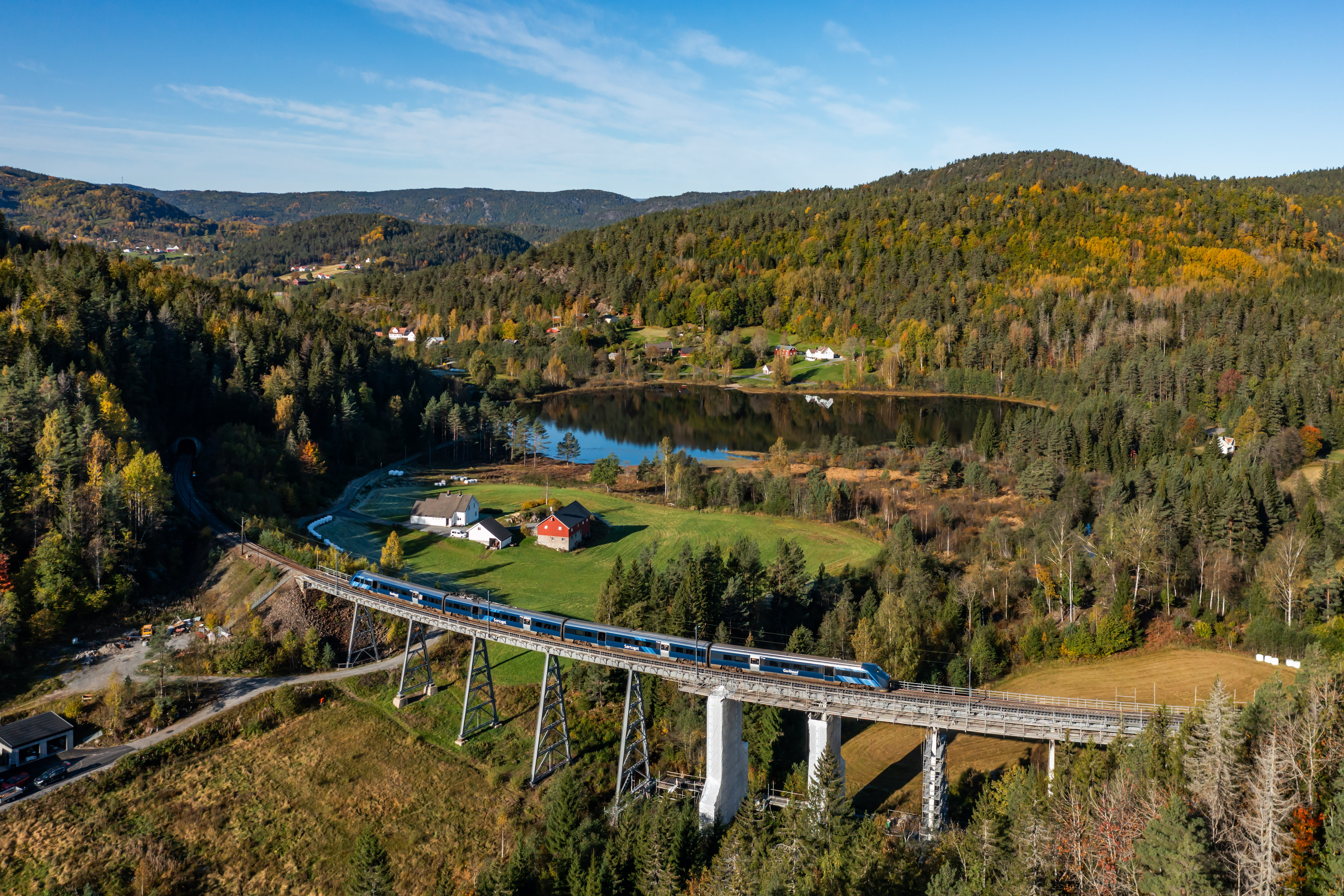
2023: Go-Ahead-Norge-Zug Stavanger–Oslo bei Gjerstad

## Bediente Strecken
Seit dem 15. Dezember 2019 befährt die Gesellschaft drei Strecken unter den folgenden Namen:
- 50 – Sørtoget Region: Oslo S – Kristiansand – Stavanger S
- 53 – Sørtoget Lokal: Nelaug – Arendal
- 59 – Jærtoget: Stavanger S – Egersund

## Fahrzeuge
Ab der Betriebsaufnahme des Trafikkpakke 1 Sør am 15. Dezember 2019 mietet das Unternehmen die folgenden 37 Fahrzeuge vom Fahrzeugvermieter Norske tog.
| Type   | Fahrzeug                                  | Einsatzstrecke  | Zahl | Nummer                            | Gebaut                   | Bild |
| ------ | ----------------------------------------- | --------------- | ---- | --------------------------------- | ------------------------ | ---- |
| 69H    | Elektrotriebwagen                         | Sørtoget Lokal  | 2    | 52, 53                            | Strømmen (1983–1987)     |      |
| 72     | Elektrotriebwagen                         | Jærtoget        | 11   | 02, 05, 10, 14–17, 19, 22, 23, 33 | AnsaldoBreda (2001–2003) |      |
| 73     | Elektrotriebwagen                         | Sørtoget Region | 7    | 01, 02, 04, 05, 08, 12, 15, 16    | ADtranz (1999–2001)      |      |
| El 18  | Elektrolokomotive                         | Sørtoget Region | 3    | 2258–2260                         | ADtranz, SLM (1997)      |      |
| A7-1   | Sitzwagen                                 | Sørtoget Region | 2    | 24715, 24722                      | Strømmen (1985)          |      |
| B7-5   | Sitzwagen, Tiere erlaubt                  | Sørtoget Region | 2    | 27015, 27019                      | Strømmen (1985)          |      |
| B7-6   | Sitzwagen, Tiere nicht erlaubt            | Sørtoget Region | 2    | 27037, 27048                      | Strømmen (1982)          |      |
| BC7-1  | Sitzwagen, Spielraum und Behindertenplatz | Sørtoget Region | 2    | 27043, 27046                      | Strømmen (1985)          |      |
| FR7-3  | Speisewagen                               | Sørtoget Region | 2    | 21772, 21779                      | Strømmen (1982, 1986)    |      |
| WLAB-2 | Schlafwagen                               | Sørtoget Region | 4    | 21098–21100, 21102                | Strømmen (1987)          |      |